# Sønder Jernløse Sogn
Sønder Jernløse Sogn er et sogn i Holbæk Provsti (Roskilde Stift).
I 1800-tallet var Søstrup Sogn anneks til Sønder Jernløse Sogn. Begge sogne hørte til Merløse Herred i Holbæk Amt. Sønder Jernløse-Søstrup sognekommune blev ved kommunalreformen i 1970 indlemmet i Jernløse Kommune, der ved strukturreformen i 2007 indgik i Holbæk Kommune.
I Sønder Jernløse Sogn ligger Sønder Jernløse Kirke.
I sognet findes følgende autoriserede stednavne:
- Boelshuse (bebyggelse)
- Borup (bebyggelse)
- Knabstrup (ejerlav, landbrugsejendom)
- Kræmmerstenshuse (bebyggelse)
- Krøjerup (bebyggelse, ejerlav)
- Lille Knabstrup (bebyggelse, ejerlav)
- Mogenstrup (bebyggelse, ejerlav)
- Sankt Thomas Huse (bebyggelse)
- Snævre (bebyggelse, ejerlav)
- Sønder Jernløse (bebyggelse, ejerlav)
- Tågehuse (bebyggelse)